# Route nationale 28 (Estonie)
Pour les articles homonymes, voir Route nationale 28.
La route nationale 28 (Tugimaantee 28) est une route nationale estonienne reliant Rapla à Orgita. Elle mesure 21,6 km.

## Tracé
- Comté de Rapla
  - Rapla
  - Tuti (en)
  - Sulupere (en)
  - Iira (en)
  - Kuusiku-Nõmme (en)
  - Kuusiku
  - Koikse (en)
  - Ummaru (en)
  - Jalase (en)
  - Riidaku (en)
  - Pühatu (en)
  - Ringuta
  - Rassiotsa
  - Orgita